# دی‌جی آلبر انسو
دی‌جی آلبر آنسو (به ارمنی: Ալբերտ Կուրշուդյան)، با نام اصلی آلبرت کورشودیان و زادهٔ ۳۰ مه ۱۹۹۹ دی‌جی و تهیه‌کننده موسیقی ارمنی است.

## اوایل زندگی
آلبر آنسو در ۳۰ مه ۱۹۹۹ در ایروان پایتخت ارمنستان متولد و بزرگ شد. آلبر در ده سالگی کلاس‌های موسیقی را آغاز کرد و به سرعت استعداد خود را در این زمینه نشان داد. او با یادگیری پیانو و گیتار، پایه‌های محکمی در تئوری و عملی موسیقی به دست آورد. در سن ۱۲ سالگی، آلبر به کار با نرم‌افزار لجیک پرو، که یک ایستگاه کاری صوتی دیجیتال و توالی‌دهنده MIDI است، پرداخت. این نرم‌افزار به او امکان داد تا خلاقیت خود را در تولید موسیقی الکترونیک به کار گیرد و به آزمایش با صداهای مختلف بپردازد.
در سال ۲۰۱۴، آلبر از مدرسه موسیقی آلکساندر هکیمن فارغ‌التحصیل شد. این دوره آموزشی به او کمک کرد تا مهارت‌های خود را در زمینه موسیقی بهبود بخشد و به درک عمیق‌تری از ساختار و ترکیب موسیقی دست یابد. پس از آن، او تصمیم گرفت تا تحصیلات خود را در زمینه‌ای متفاوت ادامه دهد و در سال ۲۰۲۲ مدرک کارشناسی جامعه‌شناسی خود را از دانشگاه دولتی ایروان (YSU) دریافت کرد. این تحصیلات به او دیدگاه‌های جدیدی در مورد جامعه و فرهنگ داد که در آثار موسیقی او نیز منعکس شده است.
او مدرک کارشناسی جامعه‌شناسی خود را از دانشگاه دولتی ایروان در سال ۲۰۲۲ دریافت کرد.
آلبر آنسو تحت تأثیر هنرمندان مختلفی از جمله دی‌جی‌های پیشرو و موسیقی‌دانان کلاسیک قرار گرفته است. او با ترکیب عناصر مختلف از ژانرهای گوناگون، توانسته است صدای منحصر به فردی خلق کند که هم در استودیو و هم در اجراهای زنده جذابیت دارد. همکاری‌های او با هنرمندان دیگر، از جمله خوانندگان و نوازندگان، به او امکان داده تا افق‌های جدیدی را در موسیقی خود کشف کند.

## حرفه
دی‌جی آلبر انسو اولین تک‌آهنگ خود را به نام "Easter Rhapsody" در تاریخ ۲۲ آوریل ۲۰۱۹ در یک اجرای زنده مشترک با روبرت بابیتز در بزرگ‌ترین فضای اجرای استودیوی فیلم آرمن‌فیلم در ایروان، ارمنستان، معرفی کرد. این اجرا با استقبال بی‌نظیر مواجه شد، به‌طوری‌که بلیط‌ها توسط دلال‌ها به‌قیمتی بسیار بالاتر از قیمت اولیه فروخته شدند.

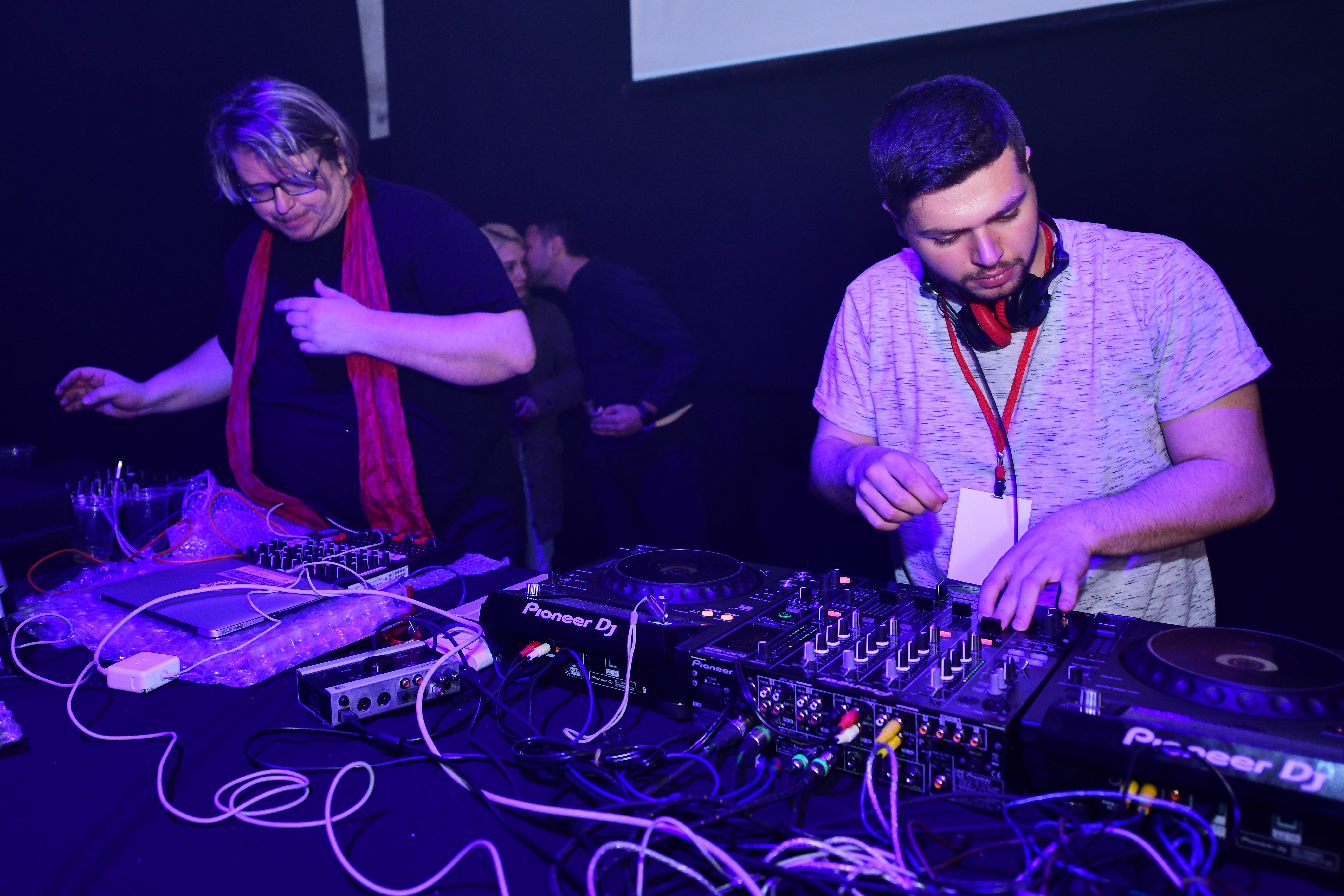
دی‌جی آلبر آنسو در حال اجرا با روبرت بابیتز در ۲۲ آوریل ۲۰۱۹

در ۱۱ ژوئیه ۲۰۱۹، برای حدود دو ساعت، دی‌جی آلبر انسو در کوه آراگاتس در ارتفاع ۳۱۵۳ متری اجرا کرد. این اجرا در «کتاب قهرمانان» – معادل ارمنی کتاب رکوردهای گینس ثبت شد. در سال ۲۰۲۱، آلبر به دبی مهاجرت کرد. او یکی از بنیان‌گذاران لیبل موسیقی وگا است. در سال ۲۰۲۲، او لیبل سائبرپانک آلبر آنسو را که به همراه تیمش ایجاد شده بود، منتشر کرد. در نوامبر، او طی هفته‌ای در مسابقات فرمول ۱ در امارات متحده عربی اجرا کرد. او همچنین در جشنواره کینونا در دبی که بیش از ۳۰۰۰ نفر در آن حضور داشتند، اجرا کرد. در ۲۰۲۳، او در جشنواره اودیسه، یکی دیگر از جشنواره‌های دبی اجرا کرد. در همان سال، دی‌جی آلبر انسو در خانه نویسندگان سوان اجرا کرد.

## زندگی شخصی
آلبر به مدت سیزده سال به تمرین کاراته پرداخته است. او در سال ۲۰۱۴ برنز مسابقات آزاد کاراته ارمنستان و در سال ۲۰۱۵ جایزه اول مسابقات کاراته بسته ارمنستان را به‌دست‌آورد. آلبرت در سال ۲۰۱۶ توانست مدال طلا را در مسابقات آزاد کاراته ارمنستان کسب کند.